# Шанска планинска земя
Шанската планинска земя (на бирмански: ရှမ်းရိုးမ; на тайски: ฉานโยมา; Shan Yoma), е обширна планинска земя с дължина 560 km, ширина до 330 km и площ около 150 000 km², простираща се в източната част на Мианмар, Северен Тайланд и Северозападен Лаос и продължаваща на изток на територията на Южен Китай под името Юннанска планинска земя.
В западната ѝ част високи хълмисти равнини и отделни плосковърхи масиви (Могоу 2299 m, Лойпе 2360 m, Пхатан, Лойлин 2675 m, Лоймо 2267 m, Лойпан 2034 m, Син 2475 m, Лойсан 2519 m, Пунлун 2037 m и др.) се редуват с междупланински котловини. На изток планински хребети (Лунланшан, Пемьонг 2322 m, Наной 2331 m, Лойлай 2296 m, Танентаунджи и др.) с височина 2500 – 2600 m са дълбоко разчленени от дефилетата на реките Салуин, Меконг и др.
Шанската планинска земя е изградена основно от гнайси, кристалинни шисти, кварцити и варовици с проявления на многочислени карстови форми. Разработват се находища на полиметални руди (Бодуин, Намту, Мочи) и скъпоценни камъни (Могоу).
Климатът е субекваториален, мусонен. Средна януарска температура 18 – 24°С, средна юлска – до 30°С. Годишна сума на валежите 1300 – 1700 mm, по наветрените склонове над 2000 mm, с максимум през лятото.
Реките са с планински характер, притоци на Салуин (Намту, Нама, Намкха, Нампан, Намсхан, Намтам, Нампун) и Меконг (Намлой, Намкхоу), богати на хидроресурси, използвани са пренос на дървесина, а на места и за напояване. Има множество езера – най-голямо Инле (в западната част).
Склоновете и са покрити с вечнозелени и листопадни гори. Срещат се тиково, сагово и лаврово дърво, магнолии и бамбук, които на по-високите места са изместени от иглолистни гори. Относително сухите райони са изпълнени със саванна растителност.